# Ucieczka w milczenie
Ucieczka w milczenie – amerykański film z 2004, będący ekranizacją powieści Laurie Halse Anderson.

## Opis fabuły
13-letnia Melinda wraz z przyjaciółkami wybiera się na przyjęcie u kolegi, gdzie zostaje zgwałcona. Dziewczyna zamyka się w sobie, a przyjaciółki zostawiają ją sobie samej. Jedna z nich zaczyna spotykać się z Andym, chłopakiem, który zgwałcił Melindę. Jedyną osobą, która pomaga Melindzie, jest jej nauczyciel plastyki.

## Obsada
- Kristen Stewart jako Melinda Sordino
- Hallee Hirsh jako Rachel Bruin, była przyjaciółka Melindy
- Eric Lively jako Andy Evans, chłopak, który zgwałcił Melindę
- Michael Angarano jako Dave Petrakis, przyjaciel z biologii
- Allison Siko jako Heather
- Steve Zahn jako Mr. Freeman, nauczyciel plastyki
- Elizabeth Perkins jako Joyce Sordino, matka Melindy
- D.B. Sweeney jako Jack Sordino, Ojciec Melindy
- Robert John Burke jako Mr. Neck
- Kimberly Kish jako Ms. Keen
- Leslie Lyles jako Kudłata Kobieta